# Amphipyrinae
Die Amphipyrinae sind eine Unterfamilie der Eulenfalter (Noctuidae). Die Arten sind überwiegend nachtaktiv (Nachtfalter).

## Merkmale
Die Arten dieser Unterfamilie sind meist dunkel gefärbt. Das Größenspektrum reicht von klein bis groß. Die Vorderflügel sind verhältnismäßig kurz und breit mit einem nahezu rechteckigen Außenrand (siehe Flügel). Die meisten Arten besitzen einen stark abgeflachten Körper. Dies ist vermutlich eine Anpassung an die Gewohnheit der Falter, sich in engen Ritzen und unter der Rinde von Bäumen zu verstecken. Als Apomorphie der Amphipyrinae gilt das stark sklerotisierte Scaphium, ein Teil des männlichen Genitalapparates. Dieses ist geteilt in zwei lange, an der Basis relativ breite, zum Ende zugespitzte Platten. Dieses Merkmal ist problematisch. Es ist bei einigen Arten rückgebildet und kommt in ähnlicher Form, aber konvergent auch in Arten außerhalb der Unterfamilie vor.

## Lebensweise und Verbreitung
Die meisten Arten leben im Wald und in Parks bzw. Parklandschaften. Einige Arten haben sich jedoch auch an trockene Buschlandschaften und semiaride Steppenlandschaften angepasst. Die Unterfamilie ist weltweit verbreitet. Verbreitungsschwerpunkt ist Ost- und Südostasien. Außerhalb dieses Raumes kommen etwa 6 Arten in Amerika vor und einige wenige Arten auch in Afrika südlich des Äquators. In Europa sind 11 Arten beheimatet.

## Systematik
Die Unterfamilie Amphipyrine war ursprünglich wesentlich größer, aber in diesem Umfang paraphyletisch. Sie wurde deshalb stark reduziert und enthält nun nach Fibiger und Hacker (2007) vier Gattungen und eine Untergattung.
- Unterfamilie Amphipyrinae Guenée, 1837
  - Gattung Amphipyra Ochsenheimer, 1816
  - (Unter-)Gattung Pyrois Hübner, 1820
  - Gattung Phidrimana Kononenko, 1989
  - Gattung Callyna Guenée, 1852
  - Gattung Clethrorasa Hampson, 1910